# James Dutton (6e baron Sherborne)
James Huntly Dutton (5 mars 1873 - 17 septembre 1949), est un pair britannique.

## Jeunesse
Sherborne est le fils du colonel Charles Dutton (1842–1909), et de sa femme, May Arbuthnot Taylor (1849–1943). Il est né à Fatchgarn, Inde où son père est aide de camp de Frederick Roberts, commandant en chef en Inde. Son père est également adjoint au quartier-maître général, lors de la guerre afghane de 1878–80. James Huntly Dutton est le petit-fils de James Dutton (3e baron Sherborne) et hérite de la baronnie de Sherborne après la mort sans enfants de ses deux oncles, Edward Dutton (4e baron Sherborne) et Frederick Dutton (5e baron Sherborne).

## Carrière
Dutton est nommé sous-lieutenant dans les Cameronians (Scottish Rifles) le 21 octobre 1893, promu lieutenant le 15 novembre 1895 et capitaine le 23 août 1899. Il sert dans la seconde guerre des Boers de 1899 à 1902 avec le 2e Bataillon de son régiment. Ils font partie de la force de secours Ladysmith et prennent part aux batailles de Colenso (15 décembre 1899), Spion Kop (janvier 1900), Vaal Krantz et Tugela Heights (février 1900). Après la Libération de Ladysmith le 1er mars 1900, il sert à Natal de mars à juin 1900 et participe à la bataille de Laing's Nek. De juillet à novembre 1900, il sert dans le Transvaal à l'est de Pretoria. Après la fin de la guerre en juin 1902, Dutton retourne au Royaume-Uni le mois suivant et arrive à Southampton en août.
Il sert plus tard pendant la Première Guerre mondiale et est nommé compagnon de l'Ordre du service distingué (DSO) en 1915.

## Famille
Sherborne épouse Ethel Mary Baird, fille de William Baird et Caroline Muriel Burn-Callander, le 27 février 1908. Ils ont :
- Pamela Muriel Dutton (1910-).
- Charles Dutton, 7e baron Sherborne (1911–1983).
- George Edward Dutton (1912–1981).
- Juliet Elizabeth Dutton (née en 1915).

Son jeune frère, le vice-amiral Arthur Brandreth Scott Dutton (1876–1932) participe à la bataille du Jutland, la plus grande bataille navale de la Première Guerre mondiale. Il est également surintendant du chantier naval de Pembroke 1922–24, aide de camp naval du roi George V en 1926 et commandant des flottilles de la flotte méditerranéenne de 1928 à 1930. Sa sœur cadette, Mabel Honor Dutton, épouse le 19 août 1903 George James Robert Clerk de Penicuik, 9e baronnet.
Sherborne est décédé le 17 septembre 1949 à l'âge de 76 ans et est remplacé dans la baronnie par son fils, Charles.